# Iglesia de Nuestra Señora de la Asunción (Villamelendro de Valdavia)

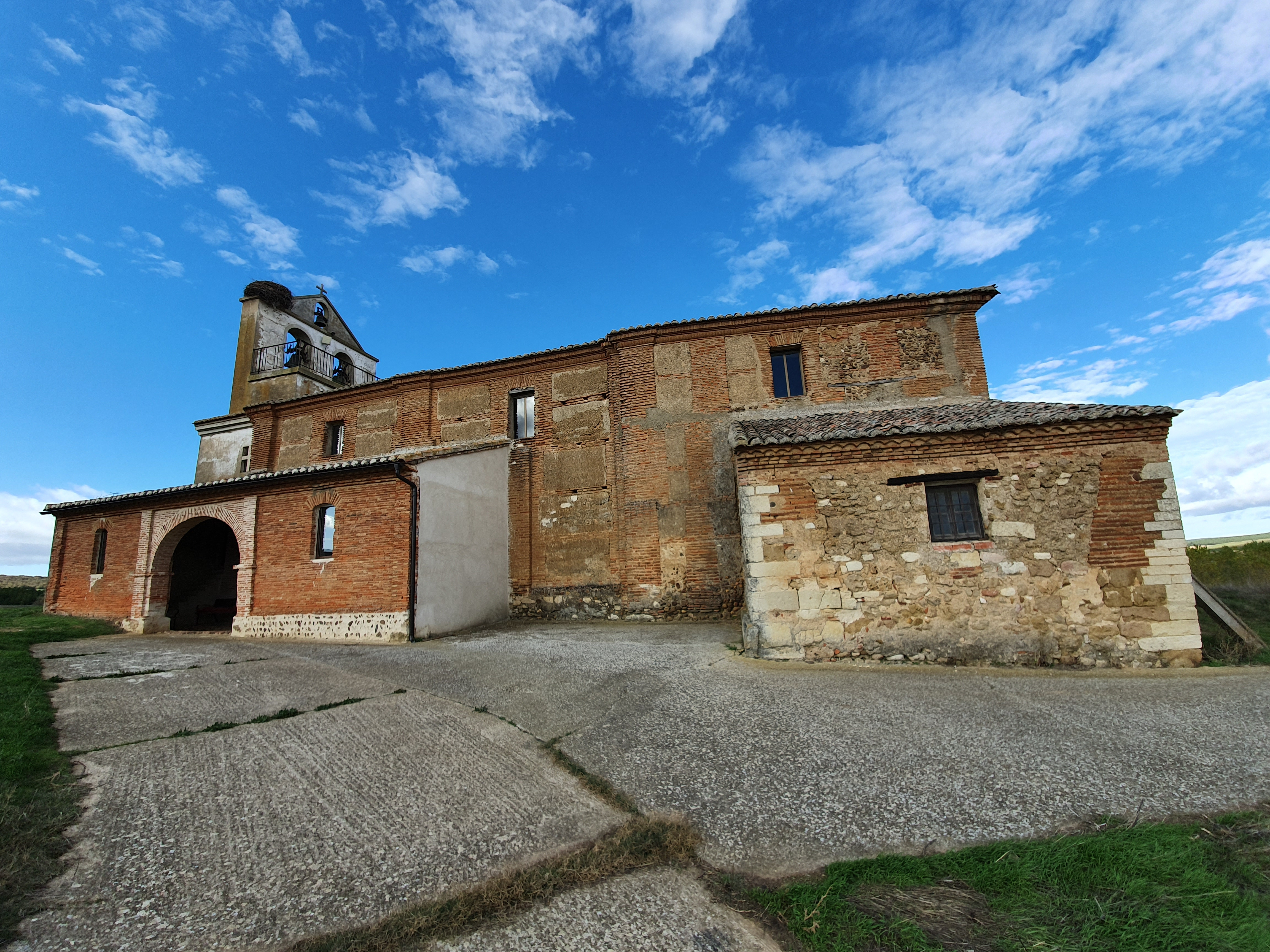
Vista exterior

Plano de la iglesia

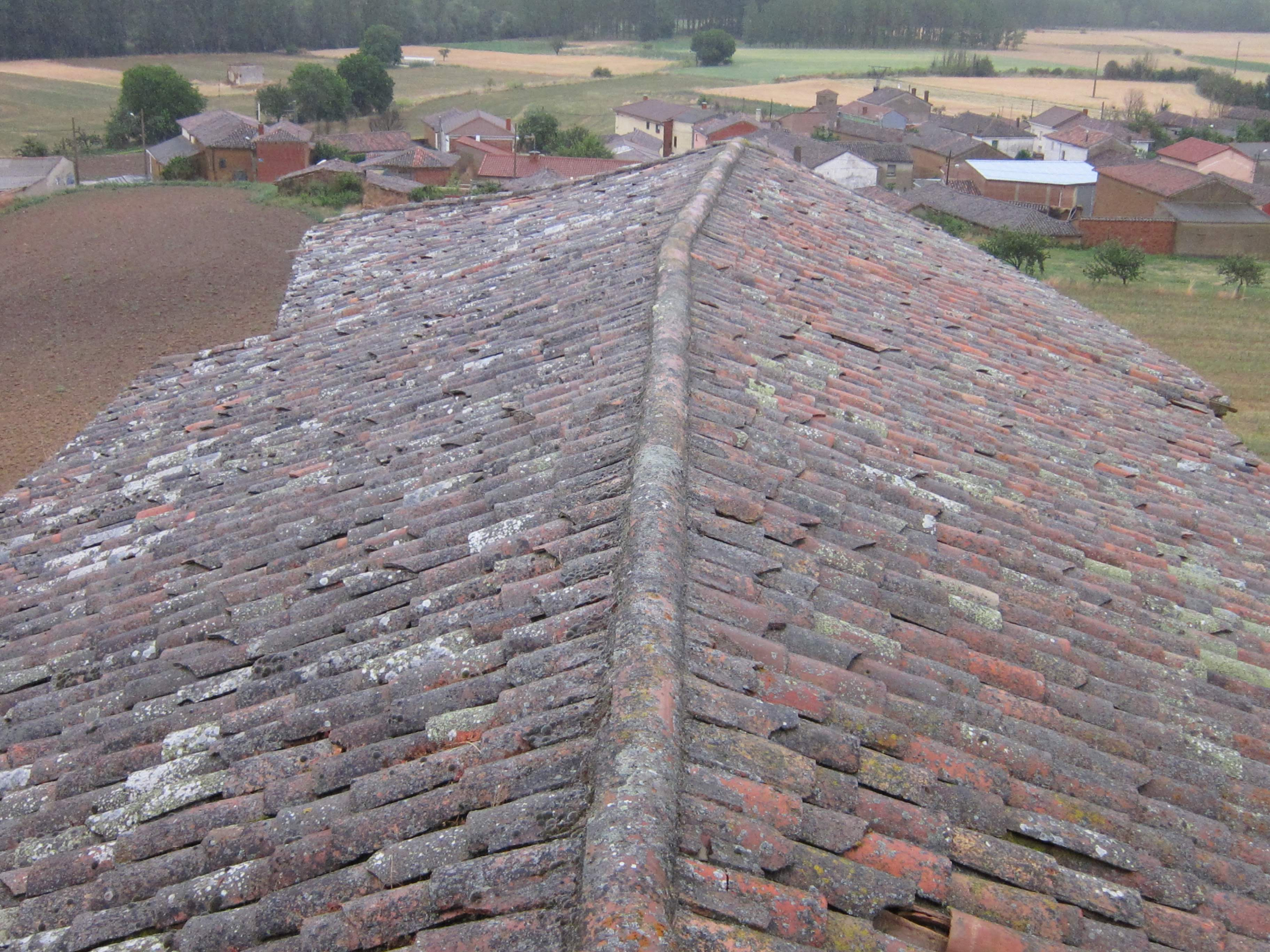
Tejado. El eje de la parte del presbiterio es distinta al del resto de la nave. Al ser desde donde se oficiaba la misa, (por lo tanto la zona más sacra) y además estar más cerca al casco urbano, se deduce que pudiera ser la parte más antigua a partir de la cual Juan de la Cuesta agrandó el resto del edificio.

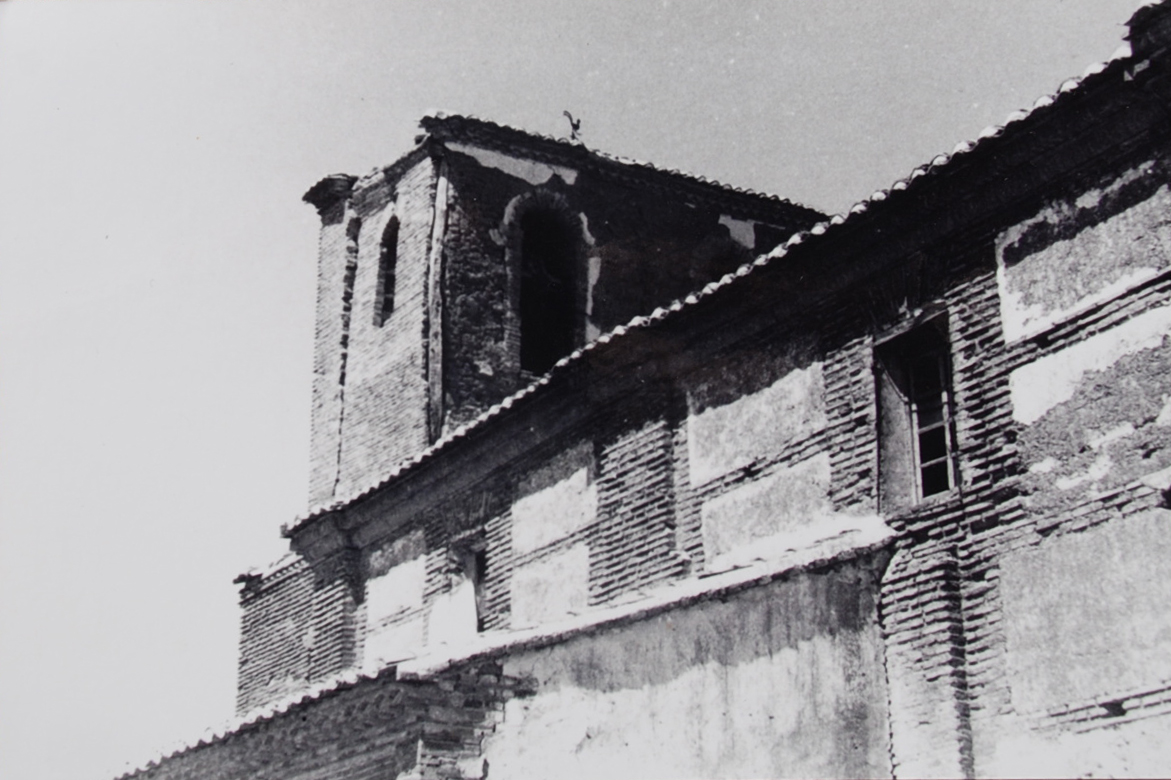
Vista de la torre campanario original antes de su demolición y posterior recomposición.

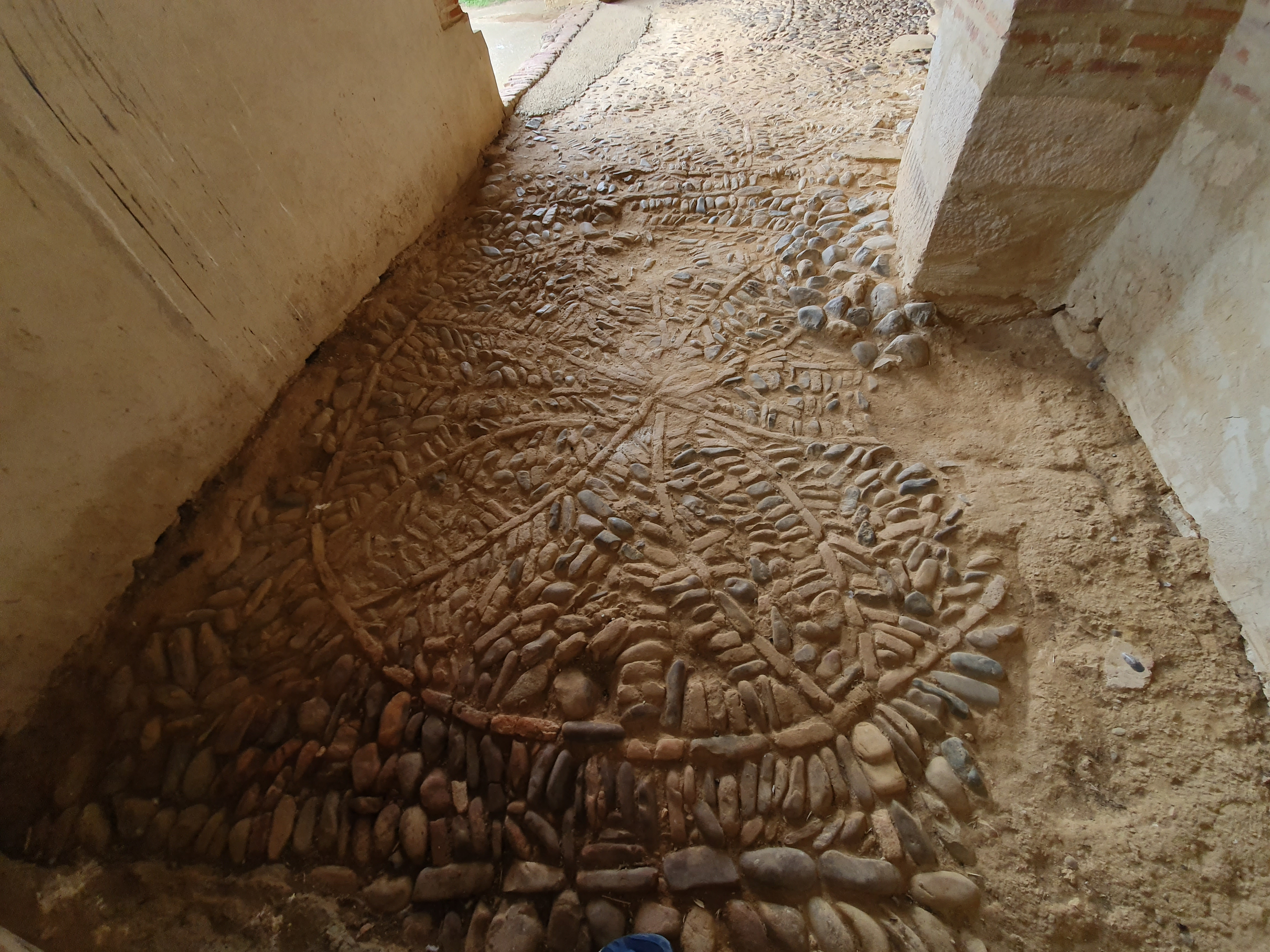
Vista del suelo empedrado en el pórtico de la Iglesia de Nuestra Señora de la Asunción de Villamelendro. Tras la remodelación del 2012 donde se amortiza el almacén litúrgico, aparece el resto del empedrado que ya se veía frente la puerta.

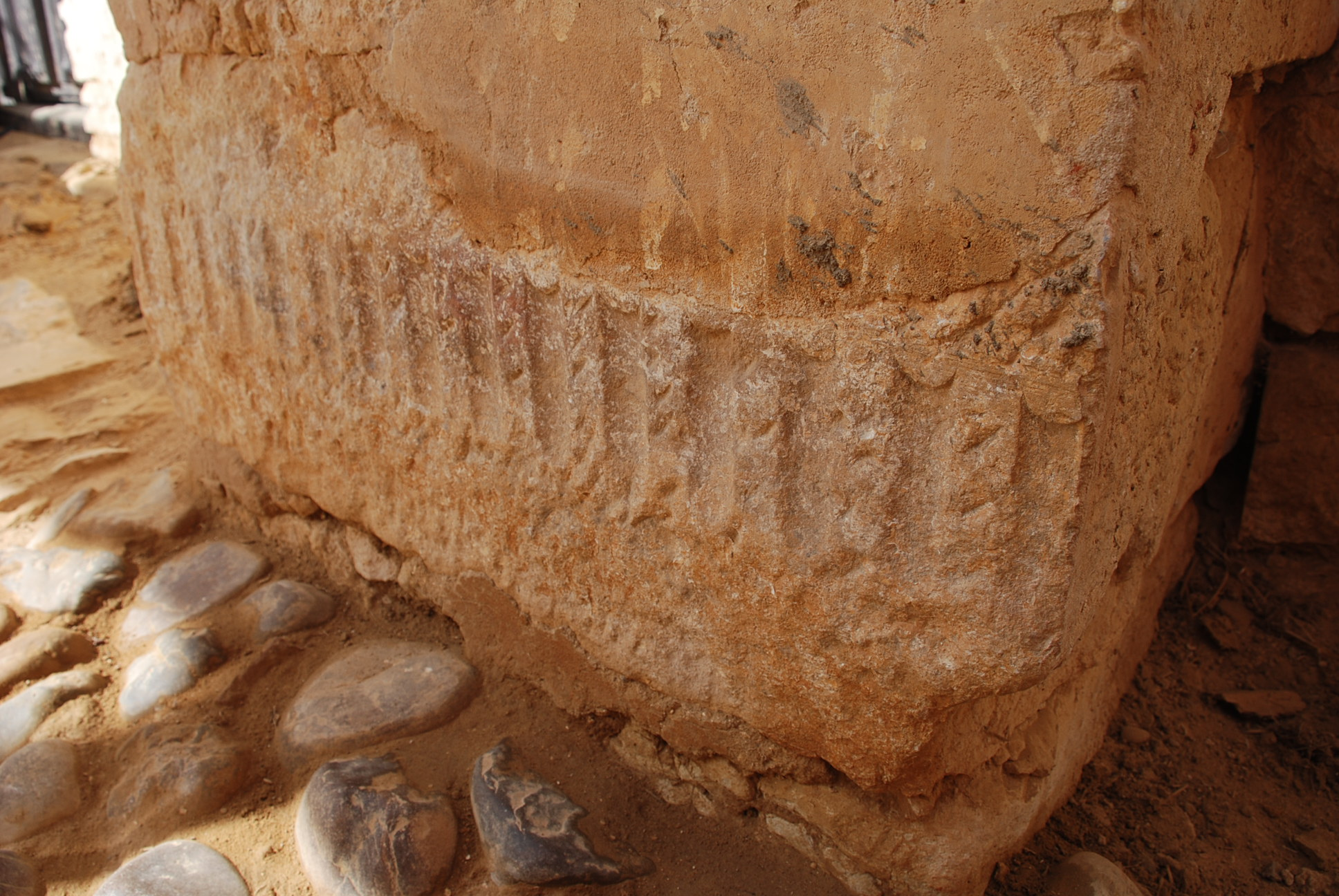
Sillar recuperado como zapata en uno de los contrafuertes del lado Sur con acanaladuras renacentistas.

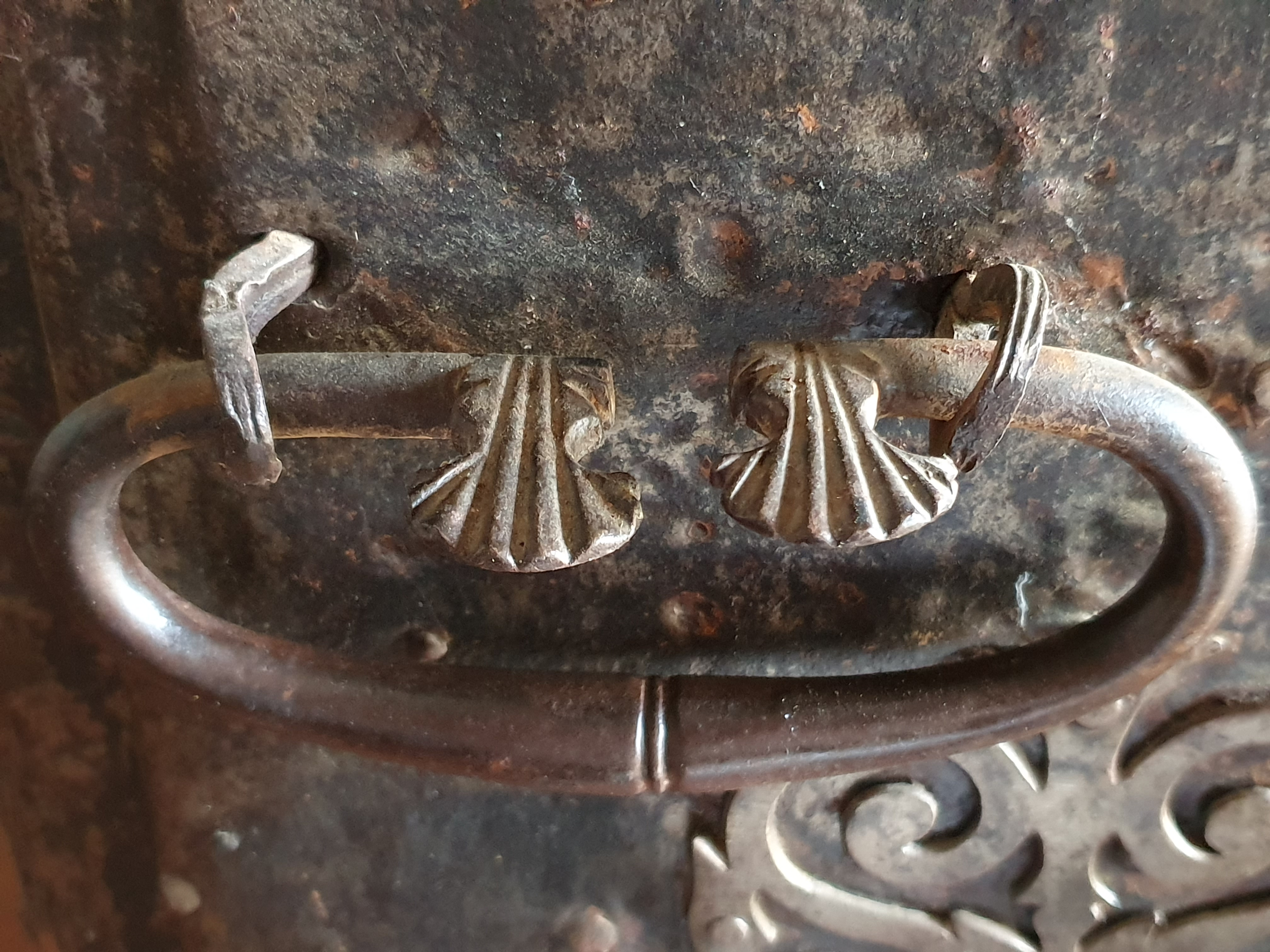
Pomo de la puerta con motivos Jacobeos forjados.

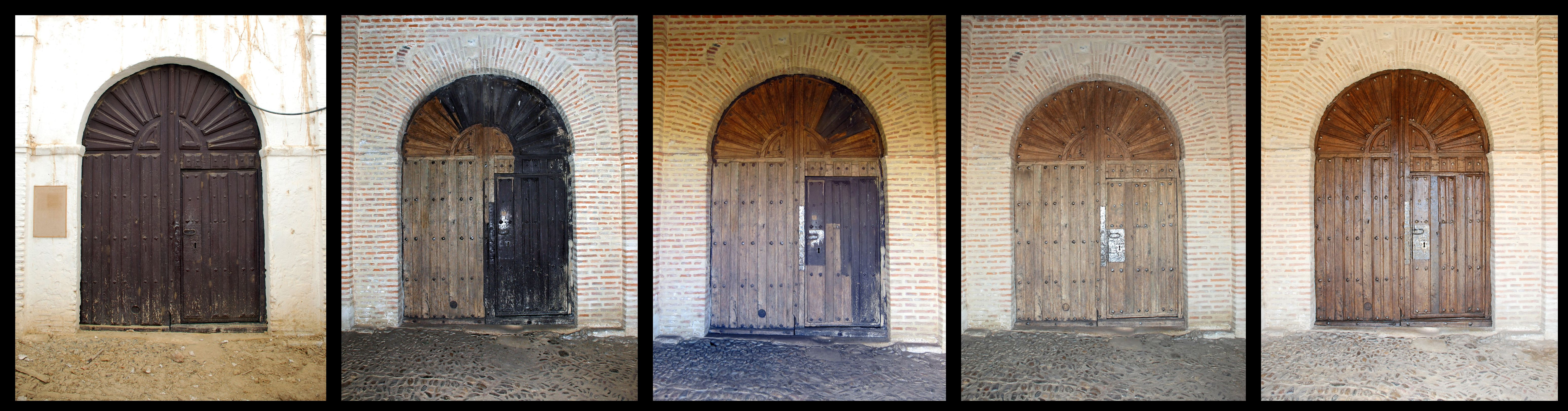
Proceso de restauración del portón de entrada de la Iglesia de La Asunción en Villamelendro de Valdavia.

La Iglesia de Nuestra Señora de la Asunción es un templo de culto católico y estilo predominantemente barroco situado en Villamelendro de Valdavia, perteneciente al municipio de Villasila de Valdavia, provincia de Palencia, comunidad autónoma de Castilla y León, España.

## Historia
El Fuero de Villasila y Villamelendro otorgado por Alfonso VIII en 1180 atestigua la existencia de ambos pueblos por lo menos desde el siglo XII, siendo de hecho, los curas de ambas parroquias los que se acercan hasta Carrión para solicitar dicho privilegio. Es por ello que no es de extrañar que esta iglesia esté construida encima de otra anterior de factura más humilde. De hecho se perciben dos ejes de simetría distintos. La parte del presbiterio presenta una alineación ligeramente distinta al del resto de la nave, por lo que se deduce, al estar más cerca del pueblo, que esta es la parte más antigua sobre la que se agrandó el resto del edificio. 
El 21 de febrero de 1527, durante el capítulo general de la Orden de Santiago, que tuvo lugar en Valladolid, y el cual estuvo presidido por Carlos V, se inició el examen de los libros de las visitaciones realizadas en Castilla la Vieja por Lope Sánchez Becerra y Juan Alonso, sacerdote de Montemolín, los cuales detallan una serie de acuerdos con respecto a las posesiones de la Orden en esta provincia eclesiástica. Entre ellos figuran los relativos al Hospital de las Tiendas y de Villamartin, haciendo referencia a que se debe costear sendas cajas de medio marco de plata (cada marco castellano pesaba 230 g, por lo que las cajas que se fabricaron debían pesar 115grs cada una) para el Santísimo Sacramento, con destino a Villasila y Villamelendro, así como averiguar si siguen vigente los derechos que pudo tener la Orden sobre un pozo antiguo, tierras y casas.
A raíz de la Visita pastoral de 1549 a la iglesia de Santa María de Villamelendro, se dejó documentación acerca de las obras que se estaban cursando en ese momento donde se acredita la actuación del maestro cantero cántabro Juan de la Cuesta natural de Secadura, en la iglesia de Nuestra Señora de la Asunción, producto de la cual es el grueso de la fábrica actual del templo.
Se sabe también que durante esas obras, Juan de la Cuesta colaboró con Pedro de Argadero, vecino de Carrión de los Condes en la ejecución de las mismas, siendo este último el encargado de hacer la estructura de madera sobre las bóvedas en las que reposa el tejado, ya que el visitador leyó un conocimiento que tenía Juan de la Cuesta de Pedro de Argadero, carpintero vecino de Carrión, que estaba haciendo el cuerpo del templo.
Se observan además otras fases constructivas más tardías. Tanto el pórtico y su empedrado, como una revisión posterior de los contrafuertes y sacristía, parecen responder a obras que tuvieron lugar después de la fábrica de Juan de la Cuesta.
En 1771, Manuel Jacinto de Bringas, intendente de la provincia de Toro, crea un expediente de remisión para el conde de Aranda donde se detalla el estado de las congregaciones, cofradías y hermandades que hay en los pueblos de dicha jurisdicción. Figuran dentro de este informe, Villasila y Villamelendro, con 4 Cofradías, 6 Fiestas de guardar y 6493 reales de vellón provisionados para dichas celebraciones en calidad de gastos tanto sagrados como profanos.
El 9 de abril de 1782, figura la reedificación de las iglesias de San Salvador de Villanueva del Campo (probablemente se refiera a Villanueva de Abajo) y de Villamelendro por parte del arquitecto Ventura Rodríguez.

## Descripción

### Exterior
Obra de ladrillo, mampostería y cantería, con torre de espadaña moderna a los pies hecha de ladrillo enfoscado. Esta sustituyó a la antigua torre de mampostería y ladrillos, con tejado a cuatro aguas y dos troneras a mediados del siglo XX, ya que amenazaba ruina. El equipo de albañiles que la hicieron era una cuadrilla de Buenavista de Valdavia, que también hizo la fachada de ladrillo, de la primera casa del pueblo, según se sube la rampa de acceso al casco urbano.
Portón con arco de medio punto de ladrillo en el lado de la Epístola. Este, está precedido de un atrio con puerta de acceso con arco rebajado elíptico flanqueado a izquierda y derecha con vanos, adintelados a sardinel. Aunque en origen dichos vanos estarían abiertos, éstos fueron cegados posteriormente a su construcción, tal vez para resguardar del frío a los feligreses que se congregasen en el atrio. Dispuesto a lo largo del arco del atrio se aprecian unos herrajes, cuya función era servir de soporte a las ramas que se colocaban en el acceso el Domingo de Ramos.
El suelo está empedrado con cantos de río formando dos rosetones y que en origen pudieron ser tres, a modo de flor de seis pétalos rodeada de un círculo perfilado con trozos de ladrillo macizo. Este motivo se repite en varias iglesias de la zona, como en Valcabadillo, Bárcena de Campos o Santa Cruz del Monte y no es casualidad que su función además de la meramente decorativa, pueda tener alguna relación con rituales de protección como las flores de San Juan o Eguzkilore en ciertas regiones del País Vasco y Navarra. Este símbolo también se encuentra debajo del altar del Purgatorio, y en la clave de la bóveda del presbiterio.
El espacio del pórtico tras el vano de la derecha, fue usado como panera para los diezmos y luego como almacén litúrgico desde algún momento posterior a la erección del mismo hasta su restauración en el año 2012, momento en que este almacén quedó amortizado. Dichas obras se centraron en la recuperación del techado del pórtico, limpieza de la fachada interior y sustitución del muro de adobe del cierre Este por uno de termoarcilla. Durante la cimentación de dicho muro aparecieron restos de calaveras procedentes de cuerpos inhumados fuera de la iglesia. 
A partir de ese momento el atrio vuelve a recuperar el espacio original, exceptuando los vanos que se acristalan, aportando la claridad original al interior, pero ofreciendo protección frente a los elementos atmosféricos. Al limpiar el suelo del espacio que libera dicho almacén, se comprobó como el empedrado perceptible en la zona de la portada, continuaba también hacia este lado del pórtico apareciendo el segundo disco en ese momento tras una capa de unos 5 centímetros de tierra apisonada.
También apareció un sillar, reutilizado como zapata para un contrafuerte de refuerzo posterior a la obra de Juan de la Cuesta, con una serie de acanaladuras que tras el análisis de los expertos de la Fundación de Santa María la Real de Aguilar de Campoo, determinaron que se trataba de una moldura renacentista reutilizada en un momento posterior a la obra principal. Las acanaladuras, 15 en total, están rematadas por un semicírculo en su parte superior, y entre las acanaladuras parece existir una especie de columnilla sogueada. Molduras parecidas, pero colocadas de manera inversa (con el semicírculo en la parte inferior) se pueden observar en la cercana Iglesia de San Antolín de Cornón de la Peña.
En el año 2014, el portón, dañado por estas obras de acondicionamiento del atrio, fue restaurado quitándose varias capas de pintura acumulada durante siglos. Se encontraron por lo menos 4 tonos, desde el gris, pasando por el verde claro, por el marrón claro y finalmente marrón oscuro. En el proceso de restauración aparecieron otras dos cruces patadas, talladas en el exterior del portón izquierdo. Así mismo se utilizó un clavo proveniente de la Ferrería de El Pobal de Musques y otros dos clavos rehabilitados provenientes de construcciones locales y que muestran una fisonomía al exterior cuatrilobulada. 
Destacar también en el exterior, el relieve de una cruz patada, en uno de los sillares de la sacristía. Este motivo de cruz patada se repite en varias portadas de la zona Palentina y Burgalesa, situándose dicha cruz casi siempre en la misma posición a la derecha de la puerta principal. Se podría asociar esta costumbre a algún tipo de ritual protector ya dentro del siglo XIX, probablemente la epidemia de cólera de 1855. Otra posibilidad es que este relieve estuviera relacionado con la Cofradía de la Vera Cruz de Villamelendro. Cada parroquia tenía al menos dos cofradías: una era la de la Vera Cruz y otra la de Ánimas, lo que explicaría su presencia genérica en otras parroquias.
La tradición oral relata cómo en los años 70 del siglo pasado, durante la excavación de un pozo en la esquina de la tierra próxima a la sacristía, apareció una lápida con caracteres, actualmente en paradero desconocido.
En el exterior del ábside, centrado en la parte superior, hay un ladrillo erosionado al cual la tradición popular local llama el santo rojo debido al color rojizo del material con el que fue construido. Este servía de reloj solar en las épocas de estío, ya la sombra del templo llega hasta este ladrillo en los meses de canícula justo cuando se llega al mediodía, sirviendo de referencia a los vecinos que se encontraban trabajando en las inmediaciones del templo.
El cementerio se encuentra en la cara norte de la iglesia. En origen debió construirse a principio del siglo XIX, si bien el actual es una versión ampliada del original y con acceso y muros remodelados por el Ayuntamiento de Villasila a finales del siglo XX.

### Interior

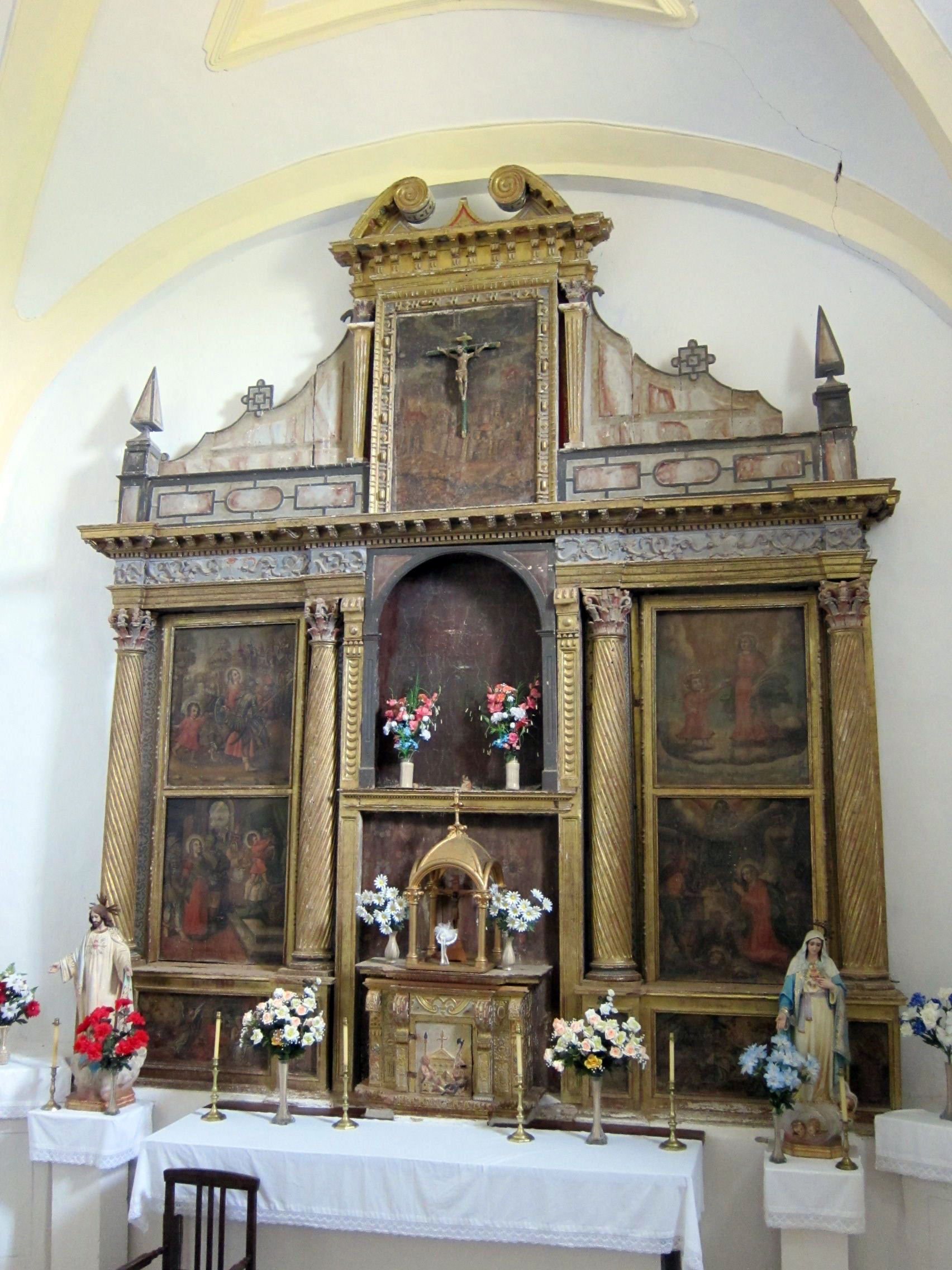
Altar mayor con escenas de la vida de los Santa Julita y San Quirce.

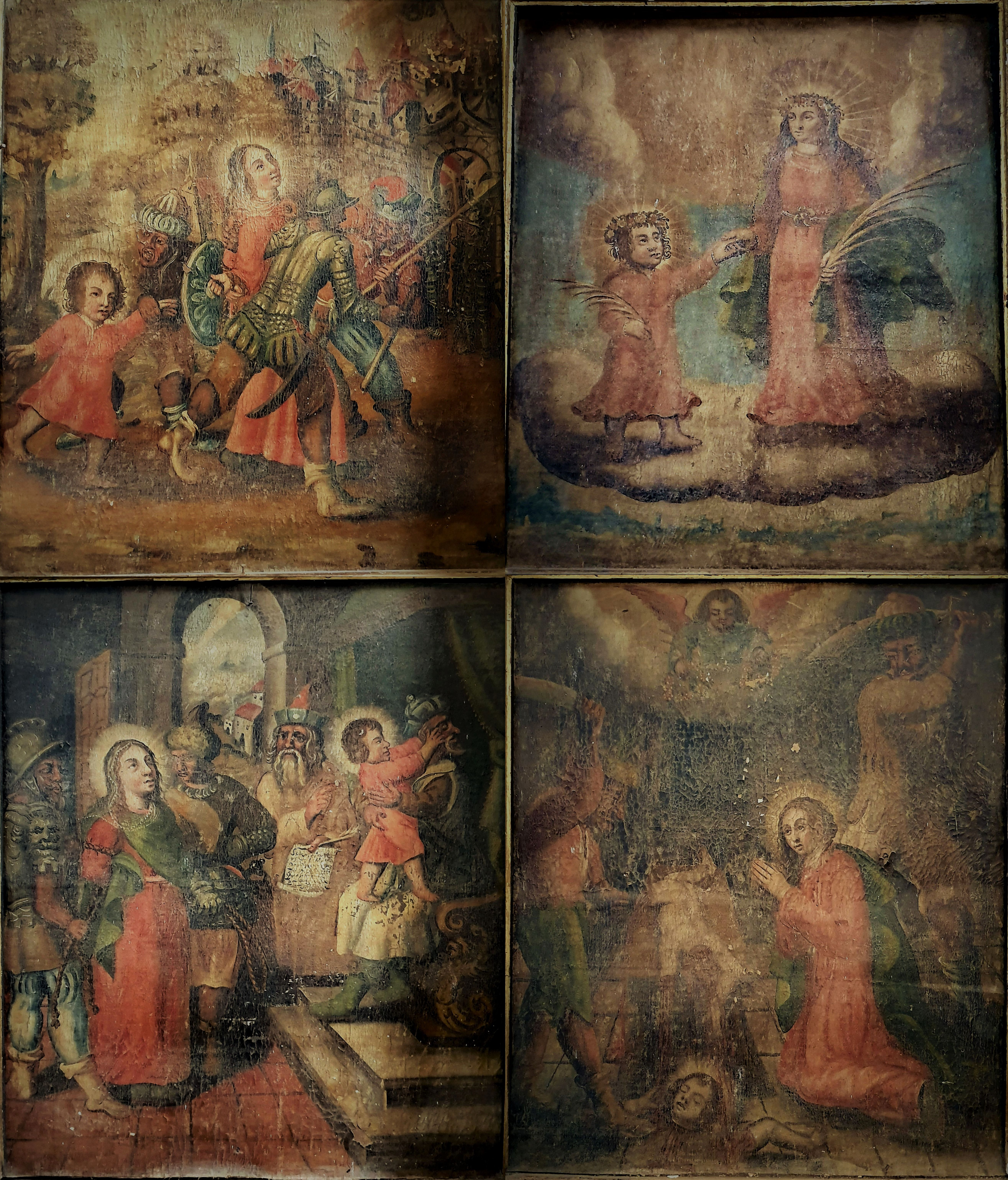
Composición con la vida y martirio de Santa Julita y San Quirico en el Altar Mayor.

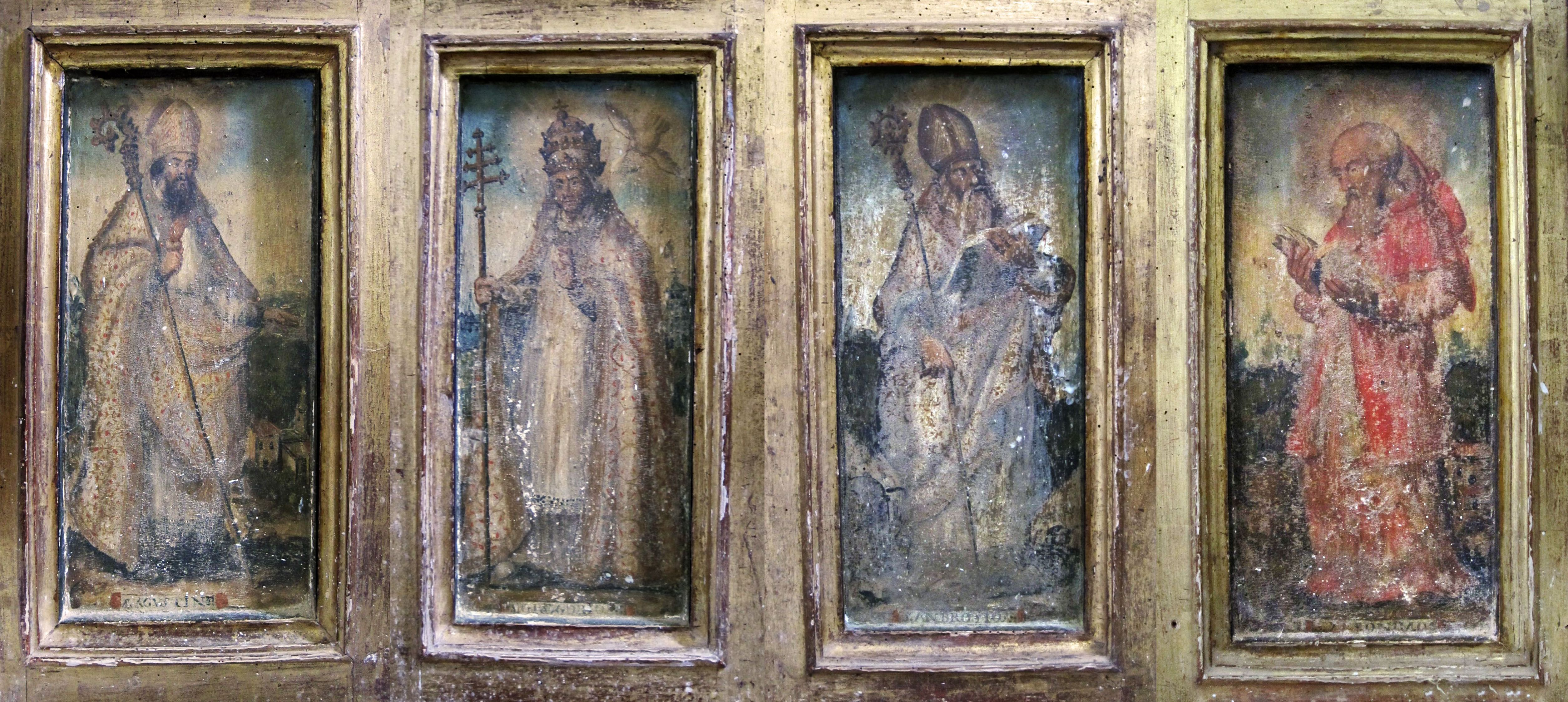
Montaje con los 4 Padres de la Iglesia Latina (San Agustín de Hipona, San Gregorio Magno, San Ambrosio de Milán y San Jerónimo de Estridón) del banco inferior del retablo mayor sobre los que se sustentan las cuatro columnas corintias.

Estaciones del Calvario. Dibujo a cargo del ilustrador Pascual, publicado por Ediciones Barsal de Barcelona en 1920s.

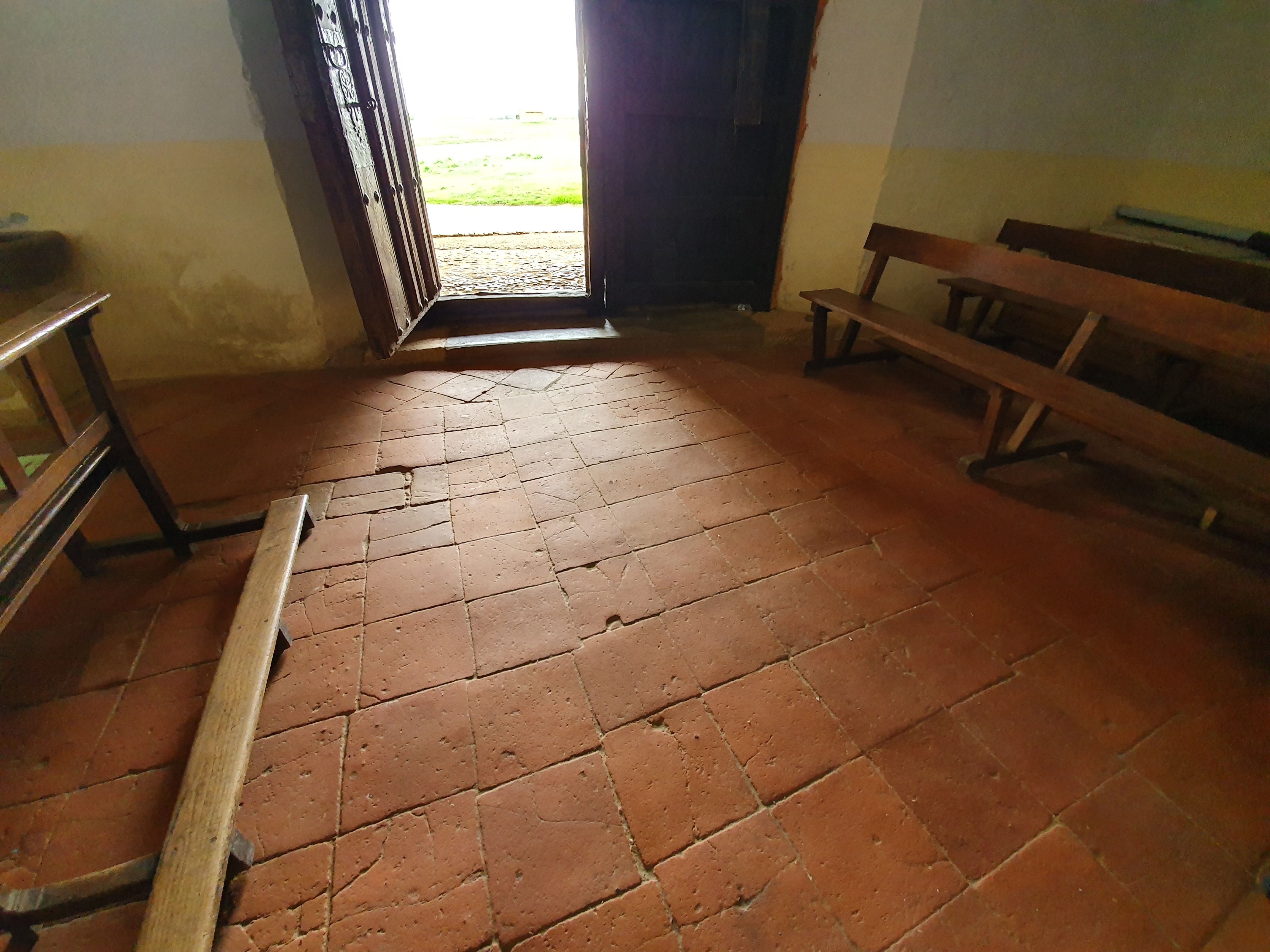
Suelo con baldosas de terracota originales.

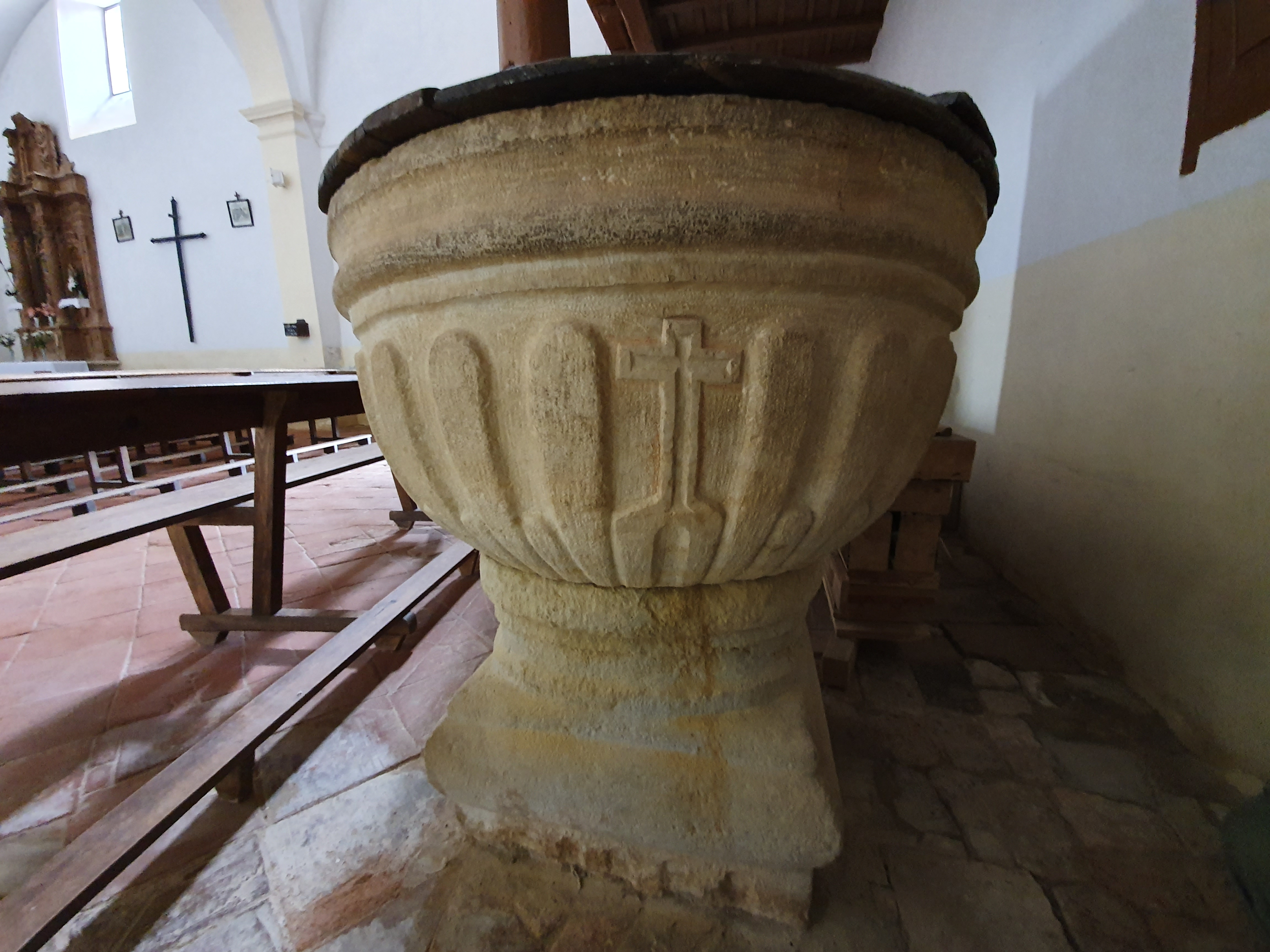
Pila bautismal gallonada, con cruz patada, del aprox

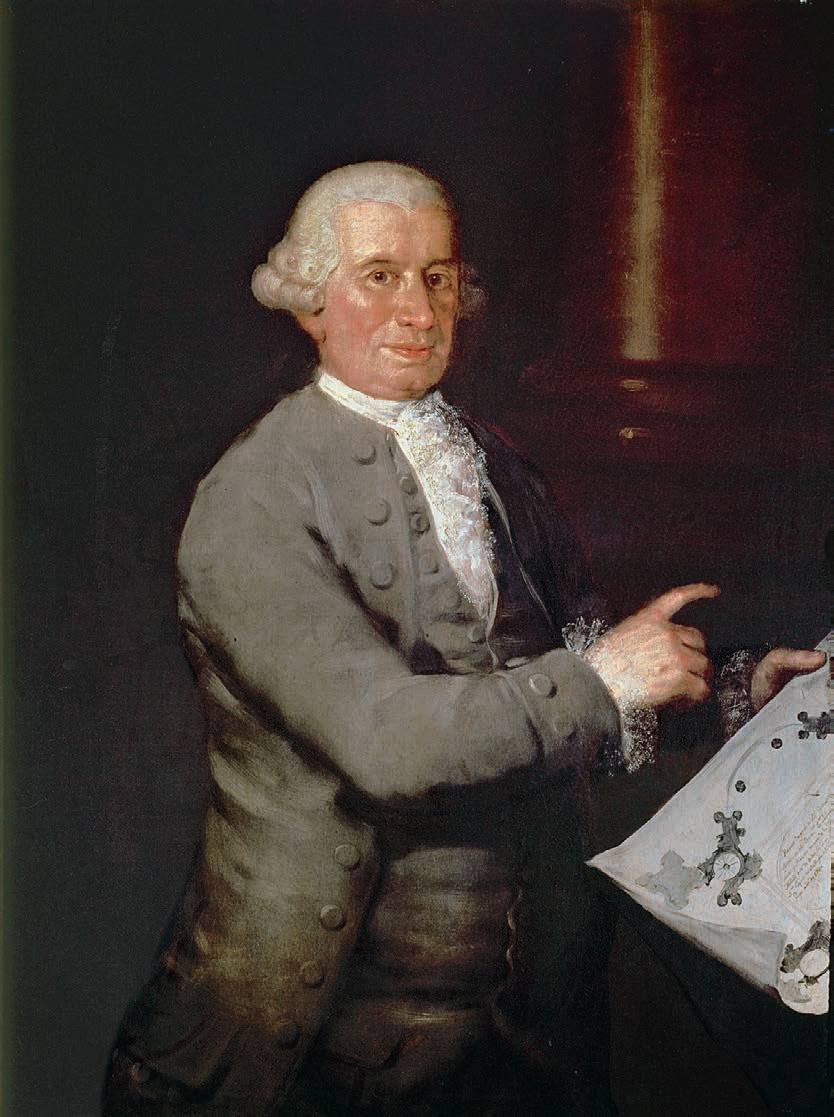
El arquitecto Ventura Rodríguez reedificó la Iglesia de Nuestra Señora en 1782

El interior consta de una sola nave, separada por arcos de sillares en tres cuerpos cubiertos de bóveda en arista y coro alto de madera a los pies. En el lado del presbiterio se encuentra el retablo mayor de la primera mitad del XVII con pinturas en el banco de la Anunciación y Adoración de los Pastores, flanqueadas por cuatro pequeños paneles representando a los padres de la Iglesia, de izquierda a derecha: San Agustín de Hipona, San Gregorio Magno, San Ambrosio de Milán y San Jerónimo de Estridón sobre los que se sustentan cuatro columnas corintias a modo de alegoría con respecto a los pilares de la Iglesia. El retablo se articula en torno a una Hornacina central con la imagen de la Asunción presidiendo y en las calles laterales cuatro paneles con pinturas de la vida y martirio de Santa Julita y San Quirico y en el ático Crucifijo. Presenta similitudes con uno de los altares laterales de la Iglesia de San Cristóbal en Santa Cruz del Monte. Tabernáculo con relieve de la Resurrección en la puerta.
En el lado de la epístola, retablo rococó (sin dorar) con relieve de las Ánimas y la Trinidad. En el lado del evangelio, destaca un crucificado y retablo rococó idéntico al del lado de la epístola pero con relieves dorados.
En el Baptisterio, bajo el coro, pila bautismal gallonada de gran factura y con relieve de cruz patada en uno de sus lados. Por analogía con la pila de la cercana Iglesia de San Pelayo en Villasila de Valdavia, podríamos fecharla a finales del siglo XVIII. Se conserva una pequeña hornacina con puerta de madera en la que se custodiaban los santos óleos y el agua bendecida. Todo ello presidido por un cuadro con Ilustración del siglo XIX en la que Jesucristo es bautizado por San Juan Bautista.
A su vez, se custodian otras obras más modernas de menor interés artístico, destacando un Sagrado Corazón de Jesús que fue ofrecido por la familia de Martín Cabezón a principio del siglo XX por haber vuelto sano y salvo su hijo Marcos Cabezón de la tercera guerra carlista. 
En 1987 se descubrieron pinturas al fresco datables en el siglo XVIII, en el lado del evangelio un motivo de estrella que se repite en el suelo de la entrada a la iglesia. Mientras que en el lado de la epístola la figura de un jarrón alegórico que representa a la Virgen María.
El suelo de la iglesia, menos en la parte del presbiterio que es del siglo XX, es el original de baldosas de terracota. Ya desde finales del siglo XVIII se promulga la necesidad de que los enterramientos tengan lugar fuera del templo, pero no es hasta avanzado el siglo XIX cuando no se lleva a cabo la orden. Este es el motivo de que muchas de las baldosas se encuentran melladas y con marcas en los extremos por haber sido levantadas y vueltas a poner. Los enterramientos en el interior de la Iglesia tenían lugar por zonas y se podían pagar. Por eso los más pudientes elegían zonas lo más próximo al altar mayor y los más pobres lejos de este. 
Hasta finales de los años 80 del siglo XX, los hombres se sentaban en el coro, en los bancos debajo de este (donde destacaba un banco aún existente de color azul añil y negro, conocido como banco de las tinieblas) y la zona más próxima a la entrada, mientras que las mujeres se sentaban en reclinatorios en la parte más próxima al presbiterio. Se daba la circunstancia de que estos reclinatorios solían estar encima de las zonas donde estaban enterrados sus familiares, permaneciendo el sitio en el que se sentaban las mujeres de una misma familia, de generación en generación.
Hay dos pendones de grandes dimensiones. Uno propio de los días de fiesta, con tres bandas del mismo tamaño, donde la primera y la tercera son de color carmesí y la de enmedio blanca con la cruz de Santiago en el medio de color carmesí también. El otro es de color morado, con ribetes dorados, para presidir los entierros y momentos de la Pasión. Ambos pendones son acompañados por una cruz procesional de bronce y dos faroles deciochescos.
A lo largo del presbiterio y nave, cuelgan 14 representaciones de las estaciones del Vía Crucis, empezando por la primera estación a la derecha del altar mirando a la nave. Se trata de una colección de imágenes dibujadas por Pascual y publicadas por Ediciones Barsal de Barcelona en los años 20 del siglo XX. Se presentan dentro de un marco de madera, pintado en negro y rojo, coronado por una pequeña cruz latina, con el siguiente recorrido:
1. I Estación: Jesús condenado a muerte.
2. II Estación: Jesús sale con la Cruz a cuestas.
3. III Estación: Jesús cae por primera vez.
4. IV Estación: Jesús encuentra a su Madre Santísima.
5. V Estación: Simón Cirineo le ayuda a llevar la Cruz.
6. VI Estación: La Verónica enjuga el rostro de Jesús.
7. VII Estación: Jesús cae por segunda vez.
8. VIII Estación: Jesús habla a las hijas de Jerusalén.
9. IX Estación: Jesús cae en tierra por tercera vez.
10. X Estación: Jesús es despojado de sus vestiduras.
11. XI Estación: Jesús es clavado en la Cruz.
12. XII Estación: Jesús agoniza en la Cruz.
13. XIII Estación: Jesús muerto en los brazos de su Madre.
14. XIV Estación: Jesús es sepultado.

## Conservación
La obra de Juan de la Cuesta presentó problemas desde épocas tempranas. Fue preciso reforzar el edificio con contrafuertes de época de manera que reforzasen las presiones que las bóvedas de arista proyectaban hacia afuera. Así en el atrio, figura el ya mencionado contrafuerte adosado después de la pavimentación del mismo, ya que su base está rodeada de cantos rodados que no siguen el entramado previo, mientras que en la zona del ábside se refuerza con unos contrafuertes muy gruesos pero bajos, ya que en esta zona la iglesia tiende a abrirse también. En la zona del cementerio, la base de dichos contrafuertes están erosionadas por la humedad y los enterramientos dejando sin protección al edificio. 
Es por ello que a mediados del siglo XX se refuerza el arco del presbiterio con un doble tensor que le dota de estabilidad. El Segundo arco de la nave sin embargo, está cada vez cediendo más hacia dentro, peligrando la integridad de la segunda bóveda. Además, a finales del siglo XX se pintó el zócalo de toda la iglesia con pintura plástica, favoreciendo que la humedad suba por las paredes, debilitando la integridad de las paredes. Este es el motivo por el que este edificio está incluido en la Lista Roja de Patrimonio de la Asociación para el cuidado y promoción del Patrimonio Hispania Nostra desde noviembre de 2019.